# مؤسسه آموزش عالی جاوید جیرفت
مؤسسه آموزش عالی جاوید جیرفت، یکی از مراکز آموزش عالی جیرفت است. این مؤسسه زیر نظر وزارت علوم، تحقیقات و فناوری ایران است، در مقاطع دانشگاهی کاردانی پیوسته و کاردانی ناپیوسته، کارشناسی پیوسته و کارشناسی ناپیوسته و کارشناسی ارشد از طریق کنکور سراسری دانشجو می‌پذیرد.
دانشگاه جاوید با هدف تربیت و تأمین بخشی از نیروهای متخصص مورد نیاز کشور در مهر ماه سال ۱۳۸۸ در شهرستان جیرفت با مجوز شورای عالی گسترش و برنامه‌ریزی وزارت علوم، تحقیقات و فناوری تأسیس شد.
دانشگاه در مهرماه ۱۳۸۸ با سه رشته فعالیت خود را آغاز نمود و در سال ۱۳۹۳ با ۳۰ رشته فعالیت خود را ادامه می‌دهد.
حدود ۸۰ درصد دانشجویان این مؤسسه غیربومی هستند.

## ساختمان آموزشی
هم اکنون این مؤسسه در فضای آموزشی به مساحت ۹٬۰۰۰ مترمربع دایر است که ۶٬۰۰۰ مترمربع زیربنا دارد. مالکیت کلیه فضاها متعلق به مؤسسه جاوید جیرفت می‌باشد.
پس از تلاش و پیگیری، زمینی به مساحت ۲۰٬۰۰۰ مترمربع در مرکز شهر، جهت احداث پردیس اصلی مؤسسه جاوید اختصاص یافت که مراحل شروع ساخت آن در جریان می‌باشد.

## امکانات
از جمله امکانات این مؤسسه؛ استخر شنا، زمین فوتسال، خوابگاه، سلف، کتابخانه، کارگاه‌های آموزشی، سایت کامپیوتر، انتشارات است. 

## برگزاری آزمون‌های بین‌المللی
مؤسسه جاوید به عنوان یکی از ۸ مرکز برگزارکننده آزمون تافل اینترنتی (iBT) در کشور است.
این آزمون از شهریورماه ۱۳۹۱ در این مؤسسه برگزار می‌شود. با این حال با مراجعه به این مؤسسه متوجه می شوید که این مرکز صرفا یک اتاق خالی و در بسته است که هیچ آزمونی در آن برگزار نمی شود و وجود آن در این مؤسسه صرفا جنبه تبلیغاتی دارد.
آزمون جی آر ای یا همان GRE یا سنجش توانایی‌های زبان انگلیسی دانش‌آموختگان یکی دیگر از آزمون‌های معتبر بین‌المللی است که تنها در ۴ مرکز سازمان سنجش، دانشگاه اصفهان، مؤسسه آموزش عالی جاوید جیرفت و دانشگاه ارومیه برگزار می‌گردد.

## وب‌گاه‌های مرتبط
- وبگاه مؤسسه آموزش عالی جاوید جیرفت
- وبگاه وزارت علوم، تحقیقات و فناوری